# کوو ایران برکت
کوو ایران برکت یک نمونه واکسن کووید-۱۹ است که توسط گروه صنعتی ایرانی شفا فارمد، از شرکت‌های وابسته به گروه دارویی برکت به مالکیت ستاد اجرایی فرمان امام تولید شده‌ است. کوو ایران برکت در ۲۴ خرداد ۱۴۰۰ از سوی سازمان غذا و داروی ایران مجوز دریافت کرده‌‌است. این واکسن هنوز مورد تأیید سازمان جهانی بهداشت نیست و از اسفند ۱۴۰۰ در فرایند ثبت جهانی قرار گرفته‌‌است.
به گفته محمد مخبر، رئیس وقت ستاد اجرایی فرمان امام، هدف‌گذاری گروه برکت، خودکفایی ایران در زمینه واکسن تا بهار سال ۱۴۰۰ و سپس صادرات آن بوده‌‌است. در ۱۲ تیر ۱۴۰۰، مخبر وعده تحویل قطعی بیش از ۵۰ میلیون دز را تا آخر شهریور داده بود. با وجود وعده‌ها، نخستین محموله تحویلی گروه برکت شامل حدود ۴۵ هزار دز واکسن در تاریخ ۲۶ خرداد ۱۴۰۰ بود. تا تاریخ ۱۳ مرداد ۱۴۰۰ شرکت برکت توانست تنها یک میلیون و ۸۵۰ هزار دز از واکسن به وزارت بهداشت تحویل بدهد. این رقم در پایان شهریور به ۶ میلیون و در پایان مهرماه به بیش از ۸ میلیون دز رسید. تا ۷ اسفند ۱۴۰۰ تولید واکسن برکت به ۶۰ میلیون دز رسید. عدم تحقق وعده‌های داده‌شده برای تولید واکسن همزمان با کمبود واکسن در کشور و افزایش مرگ‌ و‌ میر، موجب انتقادهایی از تولیدکنندگان این واکسن شد. مینو محرز مدیریت «پروژه ساخت واکسن کرونا در ایران» را بر عهده دارد.
در تاریخ ۲۶ اسفند ۱۴۰۰، در یک مراسم با حضور رئیس گروه دارویی برکت و سفیر نیکاراگوئه، تفاهمنامه ارسال واکسن کوو ایران برکت به نیکاراگوئه امضا شد. به گفته مدیریت شفا فارمند، با تولید ۶۰ میلیون دوز واکسن برکت، ایران به بزرگ‌ترین قطب تولید واکسن در غرب آسیا تبدیل شد.
نهایتا بین ۱۵ تا ۴۰ میلیون دوز از ۶۰ میلیون دوز تولیدی این واکسن تزریق شد.
این واکسن به برخی کشورها اهداء و به برخی هم صادر شد که از آن جمله می‌توان به این موارد اشاره کرد: نیکاراگوئه، ونزوئلا، اسپانیا (احتمالا برای صادرات مجدد به مقصد بعدی) و کشور آفریقایی مالی.

## تکنولوژی
در ۲۹ دسامبر ۲۰۲۰، آزمایش‌های انسانی بر روی اولین نمونهٔ داخلی واکسن کووید-۱۹ در ایران آغاز شد. طبق گفته ستاد اجرایی فرمان امام، در صورت اینکه مراحل تست واکسن با موفقیت به پایان برسد، تولید واکسن توسط یکی از شرکت‌های تابع آن به نام شفا فارمد می‌تواند به ۱۲ میلیون دوز در ماه برسد.
فناوری تولید این واکسن بر اساس واکسن غیرفعال است. به عبارت دیگر، «این واکسن از ویروس کرونایی ساخته شده‌است که توسط مواد شیمیایی ضعیف یا کشته شده‌است که شبیه به نحوهٔ ایمن‌سازی واکسن فلج اطفال است.»
ماشین آلات و تجهیزات خط تولید ساخت این واکسن در پنج مرحله از چین وارد شده‌است. به گفته رئیس هیئت مدیره گروه دارویی برکت، مواد اولیه مانند محیط کشت و برخی بافرها نیز برای تولید این واکسن وارد شده‌است. گروهی از مهندسان هندی و چینی نیز برای راه‌اندازی دو خط تولید هندی و چینی در مجموعه برکت به ایران آمدند. خط تولید هندی در تابستان افتتاح شد. به گفته مینو محرز مدیر علمی این واکسن، برخی مواد اولیه مورد نیاز برای تولید این واکسن از کشورهای اروپایی وارد می‌شود که تحریم‌های آمریکا، باعث ایجاد مشکل در واردات آن به ایران و تولید واکسن برکت شده‌است. به گزارش خبرگزاری فارس نیز: «ابزارهای آزمایشگاهی لازم و مواد اولیه هم عمدتاً در آمریکا تولید می‌شد و تحریم سبب شده در تأمین این‌ها تأخیر پیدا شود.» در مورد ابزارهای آزمایشگاهی، به عنوان مثال، بیورآکتور ساخت آمریکا نتوانست به صورت مستقیم وارد خط تولید چینی برکت شود و با دور زدن تحریم‌ها، این دستگاه به صورت غیر مستقیم از آمریکا وارد شد.
به نقل از مدیر پروژه تولید واکسن «کوو ایران برکت»، این واکسن در فاز دوم دارای ایمنی‌زایی بالای ۹۳٪ بوده‌است. به گفتهٔ حمیدرضا جمشیدی رئیس گروه دارویی برکت، با تزریق این واکسن ۹۳٫۸ درصد آنتی‌بادی نوترالیزان که پادتن اختصاصی کروناست، در افراد بالا می‌رود.

## مجوز مصرف
به گفتهٔ سعید نمکی وزیر سابق بهداشت، درمان و آموزش پزشکی، واکسن «کوو ایران برکت» مجوز داخلی مصرف را در تاریخ ۲۳ خرداد ۱۴۰۰ به‌دست آورد. این واکسن هنوز تأیید سازمان جهانی بهداشت را دریافت نکرده‌است، اما از اسفند ۱۴۰۰ در فرایند ثبت سازمان جهانی بهداشت قرار گرفته‌است.

## فرایند مراحل تست واکسن

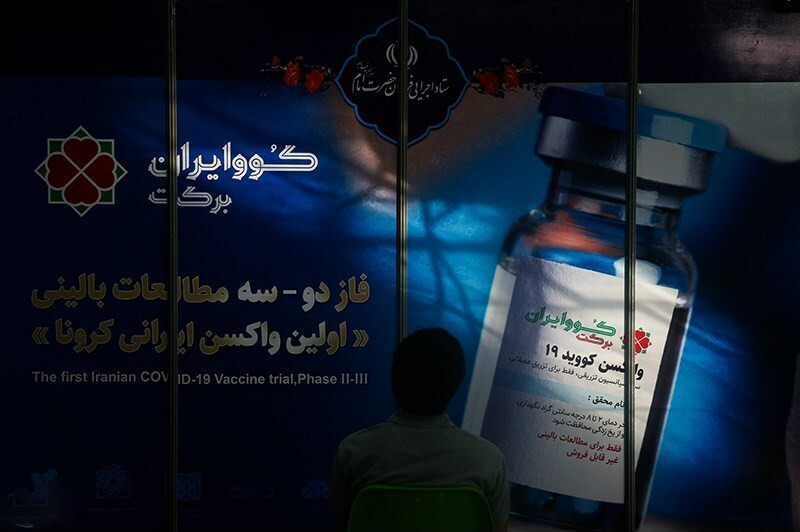
فاز ۲ و ۳ مطالعات بالینی واکسن کوو ایران برکت

طیبه مخبر، اولین داوطلب که واکسن کووایران برکت را دریافت کرد دختر محمد مخبر مدیر ستاد بود. سعید نمکی وزیر بهداشت و سورنا ستاری معاون علمی و فناوری ریاست جمهوری در مراسم تزریق واکسن شرکت کردند. بر اساس گزارش‌ها، بیش از ۶۵٬۰۰۰ ایرانی داوطلب آزمایش واکسن هستند و ۵۶ فرد در مرحلهٔ نخست آزمایش‌های انسانی که ۴۵ تا ۶۰ روز طول می‌کشد، انتخاب شده‌اند. مرحلهٔ اولیهٔ آزمایش انسانی کووایران برکت با تزریق به ۵۶ داوطلب آغاز شد و این واکسن به گروه دوم و سومِ داوطلبان نیز تزریق گردید. به گفتهٔ رئیس تیم تولید واکسن در ستاد، نتایج نشان می‌دهد که این واکسن توانایی مقابله با ویروس کووید-۱۹ جهش یافته انگلیسی را هم دارد.
مدیر مرکز کارآزمایی بالینی دانشگاه علوم پزشکی تهران، حامد حسینی، گفت: مرحلهٔ اول تست انسانی این واکسن ایرانی با موفقیت پشت سرگذاشته شد و در ۲۵ اسفند ۱۳۹۹ مرحلهٔ دوم تست انسانی واکسن آغاز شده‌است. تعداد داوطلبان این مرحله ۲۸۰ نفر اعلام شده‌است. مرحلهٔ سوم تست انسانی کوو ایران برکت در ۶ شهر شامل تهران، کرج، شیراز، اصفهان، مشهد و بوشهر انجام خواهد شد. بر اساس مجوز از سازمان غذا دارو و کمیتهٔ ملی اخلاق تست انسانی فاز دوم و سوم واکسن کوو ایران برکت به صورت موازی انجام خواهد شد. رئیس کمیتهٔ علمی ستاد مقابله با کرونا، مصطفی قانعی در فروردین ۱۴۰۰ اعلام کرد: «مجوز این واکسن در اواسط فاز سوم مطالعات دریافت شده‌است و بعد از آن می‌توانند واکسیناسیون همگانی را از اوایل تیرماه ۱۴۰۰ آغاز کنند. در واقع تولید انبوه واکسن بنیاد برکت از خرداد آغاز شده‌است و ذخیره‌سازی هم صورت می‌گیرد.»
به گفته رئیس مرکز اطلاع‌رسانی ستاد اجرایی فرمان امام، واکسن کووایران برکت کاملاً ایرانی می‌باشد. طبق گفته‌های مجری مطالعات بالینی واکسن ایرانی کرونا برخی از کشورها درخواست همکاری در تست بالینی واکسن کوو ایران برکت را دارند که این درخواست‌ها در حال بررسی است.
وزارت بهداشت پس از انجام بررسی‌های مربوط به مستندات علمی پیرامون تست حیوانی، کد اخلاق را به منظور آغاز نمودن مطالعات بالینی واکسن اختصاصی امیکرون (برکت پلاس) صادر کرده‌است.

## تولید

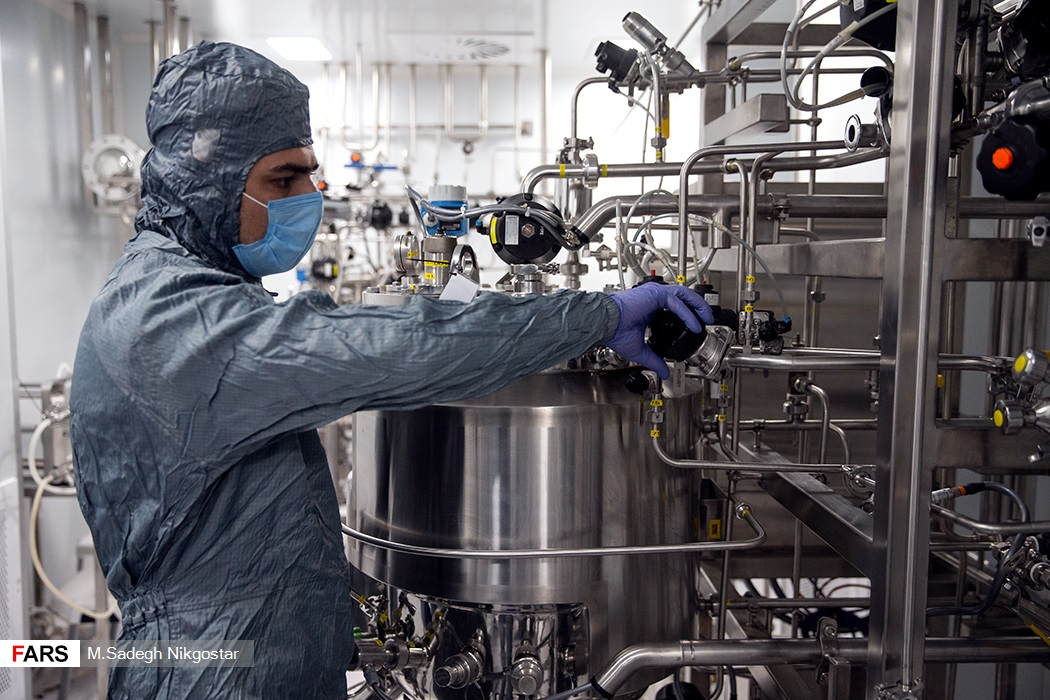
خط تولید واکسن برکت

در تاریخ ۷ دی ۱۳۹۹،  رئیس مرکز اطلاع‌رسانی ستاد اجرائی فرمان امام اعلام کرد که تا ۴۰ روز دیگر، خط تولید واکسن کرونا توسط ستاد اجرایی فرمان امام با ظرفیت ۱٫۵ میلیون دوز در ماه راه اندازی می‌شود و تا ۶ ماه دیگر تولید واکسن کرونا به ۱۲ میلیون دوز افزایش خواهد یافت. در تاریخ سه اسفند ماه سال ۱۳۹۹ شرکت گروه دارویی برکت اعلام کرد فاز نخست تولید واکسن کرونا این شرکت با ظرفیت برآوردی دو تا سه میلیون دوز در ماه تا ۲۰ اسفند ماه سال ۹۹ و فاز صنعتی آن با ظرفیت ۱۲ تا ۱۵ میلیون دوز در ماه، تا اوایل خرداد ماه سال ۱۴۰۰ افتتاح خواهد شد. در تاریخ ۲۰ اردیبهشت ۱۴۰۰ اعلام شد که نخستین محصول تولید انبوه واکسن ایرانی کرونا به نام «کوو ایران برکت» در فاز یک کارخانه تولید واکسن ستاد اجرایی رونمایی شده‌است. از این رو ۲ خط صنعتی که خط اول تولید آماده شده و خط دوم هم در حال آماده شدن است، راه اندازی شده‌است و تا پایان شهریور ماه امسال (با احتساب ظرفیت سه میلیون دوز خط اول) توان عرضه ۲۰ میلیون دوز واکسن ایران برکت در ماه ایجاد می‌گردد. به گفته حسن جلیلی، مدیر پروژه تولید واکسن «کوو ایران برکت»، تاکنون ۱۲ کشور جهان از جمله کشورهای آسیایی، آمریکای جنوبی و یک کشور اروپایی متقاضی این واکسن بوده‌اند. در تاریخ ۲ مرداد ۱۴۰۰، سخنگوی سازمان غذا و دارو از تزریق ۴۰۹ هزار و ۹۸۷ دُز واکسن کووایران برکت در فرایند واکسیناسیون عمومی در سراسر کشور خبر داد. در تاریخ ۱۳ مرداد ۱۴۰۰ سخنگوی سازمان غذا و دارو از تولید ۵ میلیون دز واکسن کووایران برکت و تحویل یک میلیون و ۸۵۰ هزار دز از این نوع واکسن به وزارت بهداشت خبر داد.

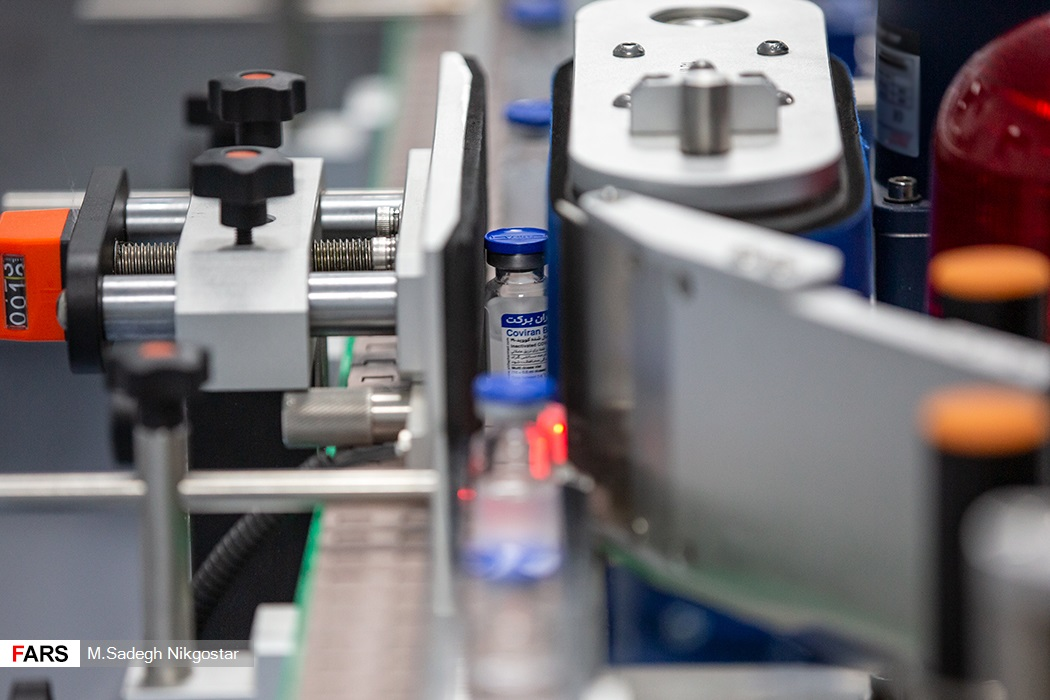

حسینعلی شهریاری، رئیس کمیسیون بهداشت، درمان و آموزش پزشکی در یک برنامه رادیویی می‌گوید مدیران پروژه واکسن داخلی خودشان هم نمی‌دانستند که نمی‌توانند به قول ۲۰ میلیون واکسن تا پایان مرداد عمل کنند. او همچنین گفت که پروژه خرید واکسن به خاطر واکسن‌های داخلی به تأخیر انداخته شد. خود او از جمله افرادی بود که نامه مخالفت با واردات واکسن‌های نسل سوم یا ژنی از آمریکا و انگلیس را در دی ۱۳۹۹ امضا کرده بود.
به گفته بهرام عین‌اللهی، وزیر بهداشت، تا ۷ اسفند ۱۴۰۰ تولید واکسن برکت به ۶۰ میلیون دز رسید؛ و به گفته حمیدرضا جمشیدی رئیس گروه دارویی برکت، ظرفیت تولید واکسن برکت به ۳۵۰ میلیون دوز در سال رسیده‌است.

## صادرات
این واکسن به کشورهای نیکاراگوئه و ونزوئلا و اسپانیا و کشور آفریقایی مالی صادر شده است.